# August Söhlmann Lederfabrik
August Söhlmann war der Name eines im 18. Jahrhundert in Linden vor Hannover begründeten und nach der Familie Söhlmann benannten Unternehmens der Lederindustrie mit Sitz in Linden vor Hannover, Niedersachsen.

## Geschichte

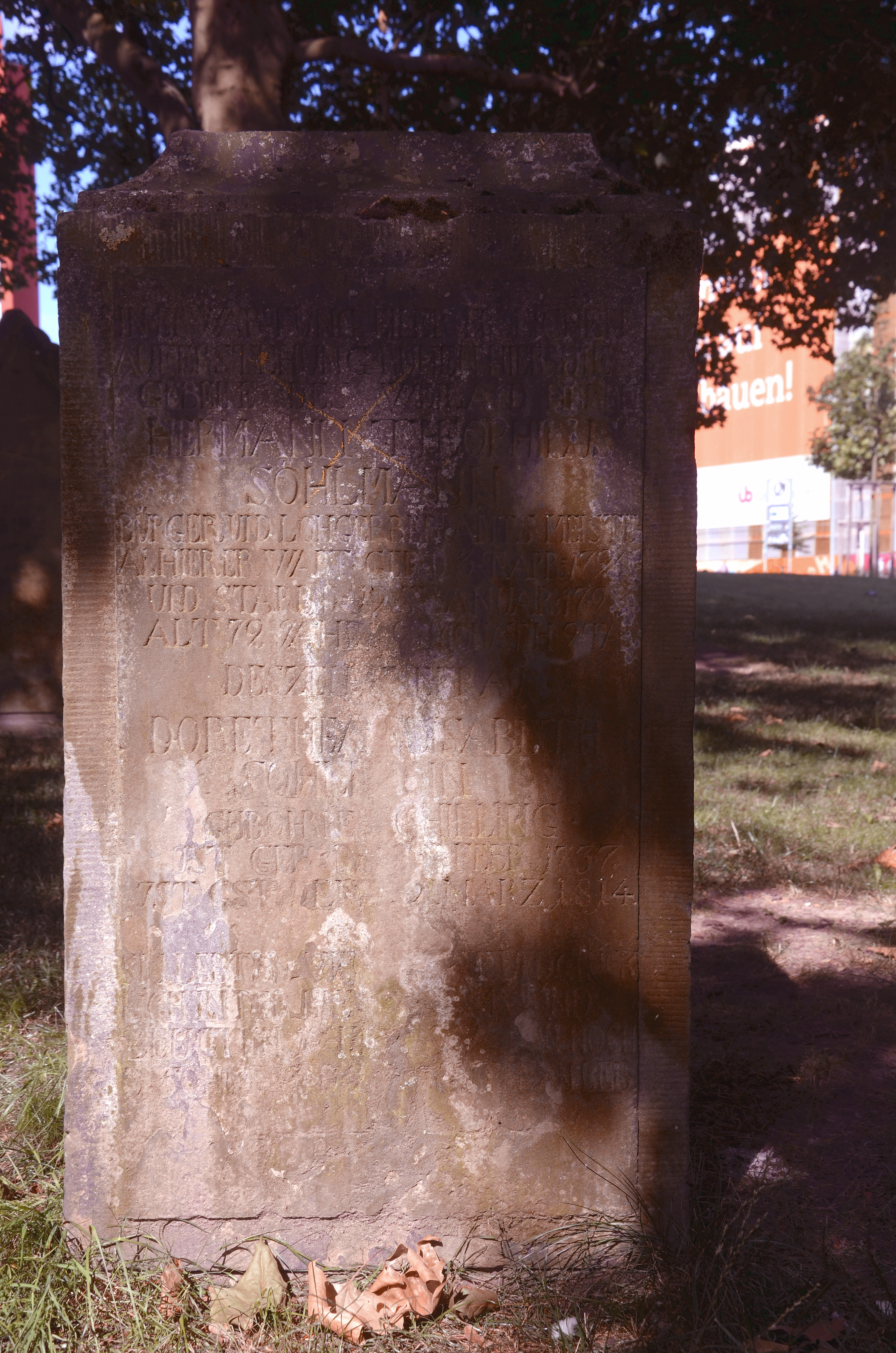
Grabmal des Lohgerberamtsmeisters Hermann Theophilus Söhlmann (1725–1798) und dessen Ehefrau Dorothea Elisabeth Schilling (1737–1814) auf dem Alten St.-Nikolai-Friedhof

Das Unternehmen wurde um 1723 gegründet und wurde 1796 als Lohgerberei erwähnt. Zu den frühen Unternehmern der Familie zählt der am Klosterhof 4, heute Klostergang wirkende Lohgerberamtsmeister Hermann Theophilus Söhlmann.
Erster Leder-„Fabrikant“ war wohl Ludewig Söhlmann senior, gefolgt von August Söhlmann, Ludewig Söhlmann jun. und anderen.
Gleichsam als Beginn der Industrialisierung im Königreich Hannover ließ August Söhlmann in Linden an der Ihme „ein für damalige Begriffe riesiges Fabrikgebäude mit vier Geschossebenen und neun zum Fluss orientierten Fensterachsen“ errichten, von der sich ein zeitgenössischer Druck erhalten hat. In dem Gebäude an der Ihme in unmittelbarer Nachbarschaft zu der vornehmen, ersten eigenen Villa des königlichen Hofarchitekten Georg Ludwig Friedrich Laves an der damaligen Ihmebrücke ließ Söhlmann 1833 die erste im hannoverschen Königreich gewerblich genutzte Dampfmaschine aufstellen. Sie diente dem Mahlen der Borke und zum Walken des Leders.
Bald darauf erwarb Söhlmann die unterdessen in den Besitz des Kalkhändlers und Fabrikanten Johann Egestorff übergegangene erste Laves-Villa zur Erweiterung seiner unternehmerischen Aktivitäten und als Wohnsitz „vor Ort“ seiner unternehmerischen Aktivitäten. Mindestens zwei zeitgenössische Abbildungen der Lederfabrik mit ihrem Fabrikschornstein, gesehen von den beiden umliegenden Brücken etwa aus den 1830er Jahren, haben sich erhalten.

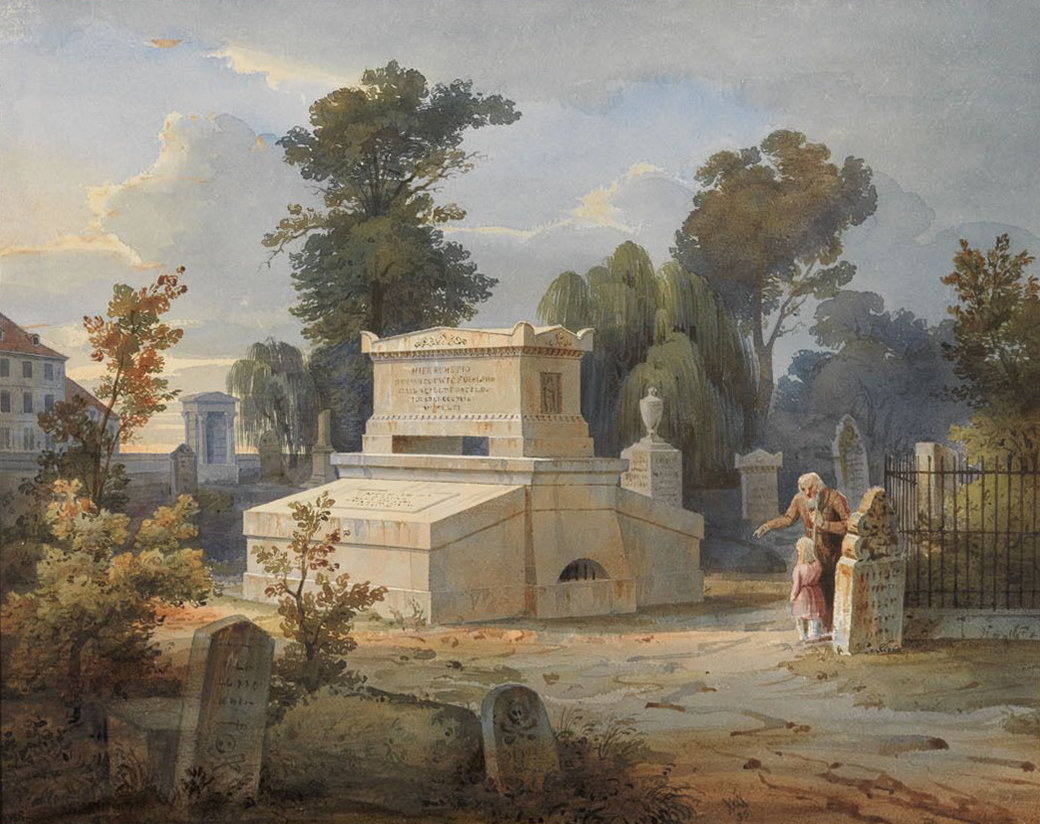
1835: „Das Grab des Lederfabrikanten Söhlmann auf dem St. Nicolai Kirchhof in Hannover“;
Aquarell im Biedermeier-Stil von Rudolf Wiegmann; Herzog Anton Ulrich-Museum aus der Provenienz von Bernhard Hausmann

1834 verarbeiteten „Söhlmann u. Becker“ in Linden bereits 900 Zentner Leder. Anfang der 1840er Jahre unternahm August Söhlmann mit dem Generalleutnant von Vincke auf dessen Gut Ostenwalde Versuche zur Nutzung der Baumrinde von Lärchen. Die dort im Vergleich mit Eichenrinde gewonnene und mit Silbergroschen bewertete Lärchen-Lohe zur Gerbung von Kalbfellen, Kuh- und Bache-Häuten wurde anschließend von ortsansässigen Schuhmachern erfolgreich getestet.
Um die Mitte des 19. Jahrhunderts war August Söhlmann mutmaßlich einer der ersten Anbieter von Treibriemen zur Kraftübertragung von Maschinen. August Söhlmann und August Söhlmann junior waren Teilnehmer der am 12. und 13. Oktober 1856 in Hannover abgehaltenen 11. Generalversammlung des allgemeinen Vereins deutscher Gerber.
Auf der Weltausstellung in Paris 1867 präsentierte das Unternehmen schwere und leichte braune Mastkalbleder und Maschinenriemen in verschiedener Stärke.
Unmittelbar nach der Annexion des Königreichs Hannover durch Preußen war Söhlmann die staatlich genutzte Bezugsquelle für „Fußbekleidungs-Stücke“ der Truppenteile des 1. Hannoverschen Ulanen-Regiment Nr. 13, des 1. Hanseatischen Infanterie-Regiments Nr. 75 sowie dem Hannoverschen Pionier-Bataillon Nr. 10.

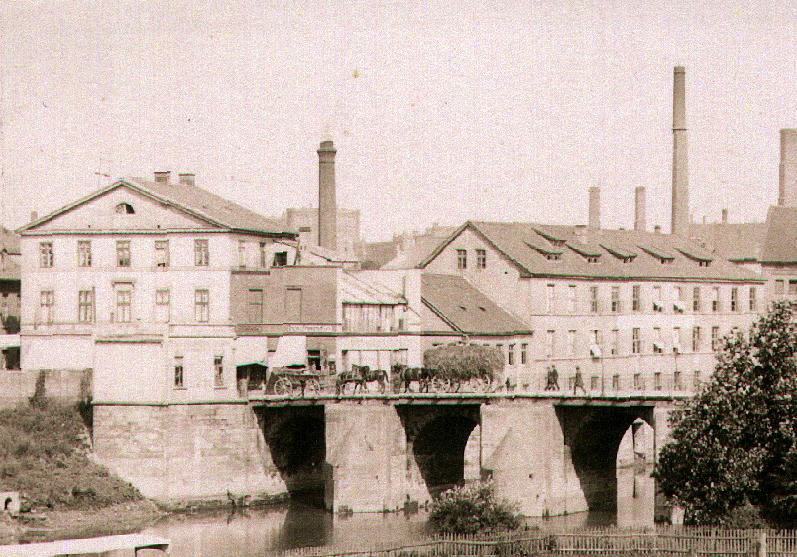
Die ehemalige Laves-Villa und die Fabrikschornsteine der Lederfabrik August Söhlmann an der Ihme-Brücke am Schwarzen Bär in Linden, heute Standort des Capitol-Hochhauses

Im Jahr der Reichsgründung verarbeitete das Unternehmen 1871 mit rund 70 Arbeitern und einer 25 Pferdestärken starken Dampfmaschine hauptsächlich für den inländischen Bedarf Inland erworbene Häute und Felle für jährlich etwa 450.000 Thaler. Das auf braune und gewichste Mastkalbleder spezialisierte Unternehmen firmierte 1873 mit den drei Inhabern August Söhlmann, August Kaufmann und Arthur Stampe als „August Söhlmann & Comp., vorm. August Söhlmann“. Die im selben Jahr auf der Wiener Weltausstellung vorgestellten Produkte wurden mit einem „Anerkennungsdiplom“ ausgezeichnet.